# Wellington Rocha
Wellington Rocha (nacido el 4 de octubre de 1990) es un futbolista timorense que se desempeña como defensa.
En 2014, Wellington Rocha jugó 4 veces para la selección de fútbol de Timor Oriental.

## Trayectoria

### Clubes
| Club               | País      | Año         |
| ------------------ | --------- | ----------- |
| Marília            | Brasil    | 2010        |
| Atlético Araçatuba | Brasil    | 2011        |
| Santacruzense      | Brasil    | 2011        |
| Itapirense         | Brasil    | 2011        |
| Ferroviária        | Brasil    | 2012        |
| Cotia              | Brasil    | 2013        |
| Bangkok FC         | Tailandia | 2013        |
| PSIR Rembang       | Indonesia | 2014 - 2015 |
| FC Gifu            | Japón     | 2016        |

### Selección nacional
| Selección | País           | Año  |
| --------- | -------------- | ---- |
| Absoluta  | Timor Oriental | 2012 |

## Estadística de equipo nacional
| Selección de fútbol de Timor Oriental | Selección de fútbol de Timor Oriental | Selección de fútbol de Timor Oriental |
| Año                                   | Part.                                 | Goles                                 |
| ------------------------------------- | ------------------------------------- | ------------------------------------- |
| 2012                                  | 4                                     | 0                                     |
| Total                                 | 4                                     | 0                                     |